# PMFKシビリャク
PMFKシビリャク（ロシア語: Профессиональный мини-футбольный клуб «Сибиряк»）は、ロシアのノヴォシビルスクをホームタウンとするフットサルクラブである。

## 歴史
クラブは1988年に創設された。1991年にトップディビジョンでデビューし、9位になった。2006年に財政上の理由で活動を停止した。2008年に活動再開後、最初の2008-09シーズンに2部リーグで優勝し、スーパーリーグに昇格した。
2015-16シーズンはロシア・フットサルカップでISKディナ・モスクワやMFKディナモ・モスクワに勝利して、決勝に初進出したが、MFKガズプロム＝ユグラに敗れて準優勝に終わった。